# タバール (フリゲート)
タバール（英語: INS Tabar, F-44）は、インド海軍のフリゲート。タルワー級フリゲートの3番艦。

## 艦歴
「タバール」は、ロシア軍艦SKR-23号として、バルチースキィ・ザヴォート（バルチック造船所）で建造され、2000年5月26日起工、2001年5月25日進水、2004年4月19日に就役ののちにインド海軍に引き渡され、「F-44 タバール」となる。
2008年、インド政府はソマリア沖の海賊対策のため軍艦の派遣を決定、本艦が送られることとなり、同年11月2日にアデン湾に到着し任務を開始した。
2008年11月18日にオマーンの沖合約530km地点で不審な船団を発見。海賊の母船の特徴と合致していたことから臨検のための停船を呼びかけたところ船団がこれを拒否、「タバール」に向け発砲してきたため主砲により反撃して撃沈する事件が発生した。しかし同26日、国際海事局はインド海軍が「海賊船」だとして撃沈した船が、海賊に乗っ取られたタイの水産会社に所属するトロール漁船であると発表した。この件についてインド海軍は事件の写真を公開し、相手が攻撃してきたため応戦したのであり、正当防衛であったと主張している。国際海事局は、インド海軍がこのタイ漁船がハイジャックされていると言う情報を受け取って居なかった可能性もあるとコメントしている。この漁船に乗り組んでいたカンボジア人1人が救助され、タイ人1人が死亡、14人が行方不明になっている。
2025年6月29日、オマーン湾での行動中にパラオ船籍のタンカー「イーチェン6」からの火災救難信号を受信した。「イーチェン6」は機関室からの火災により電力喪失状態となっており、「タバール」はボートとヘリコプターで消火要員と装備を移乗させて消火作業に協力し、鎮火に成功した。